# Маккоуи, Мартин
Джерард Патрик Мартин Маккоуи (англ. Gerard Patrick Martin McCaughey; 24 февраля 1967 — 9 октября 1990) — волонтёр Ирландской республиканской армии («временного» крыла, Восточно-Тиронской бригады), убитый в октябре 1990 года вместе с сослуживцем Десси Грю британскими спецназовцами.

## Биография

### Ранние годы
Старший сын в семье Оуэна и Бриджет Макгоуи. В детстве дружил с рядом боевиков ИРА, ставших известными как «Лафголлские мученики» (англ. Loughgall Martyrs), в том числе с Декланом Артурсом (англ. Declan Arthurs), Шеймусом Доннелли (англ. Seamus Donnelly), Тони Гормли (англ. Tony Gormley) и Юджином Келли (англ. Eugene Kelly) — многие из них вместе с Мартином ходили на дискотеку и футбольные матчи. Сам Маккоуи был талантливым игроком в гэльский футбол, выступал за сборную графства Тирон и клуб «Галбелли Пирсес».

### Политическая деятельность
Маккоуи был избран членом городского совета Данганнона и Южного Тирона от Шинн Фейн, став самым молодым депутатом в Ирландии. Однако за несколько месяцев до своей гибели он был уволен после того, как пропустил ежемесячное заседание совета. Как было установлено Королевской полицией Ольстера уже после кончины, Маккоуи участвовал в перестрелке с британским спецназом в Каппа (графство Тирон), был ранен и перевезён через границу в один из ирландских городов, где и проходил лечение. Один из бывших членов совета Данганнона Кен Магиннис от Ольстерской юнионистской партии позднее рассказывал, что Маккоуи угрожал ему смертью. 

### Убийство
9 октября 1990 в одном из районов графства Арма Десси Грю со своим напарником Мартином Маккоуи шёл по полю, на котором часто можно было увидеть грибников. Недалеко находилось здание, в котором были спрятаны три автомата Калашникова — оба ирландца собирались забрать оружие. Внезапно по Грю и Маккоуи был открыт огонь: в них стреляли бойцы 14-й разведывательной роты Особой воздушной службы Британской армии, которая тайно патрулировала эту местность и следила за обоими. В боевиков было выпущено всего 200 пуль, из них 48 попали в Грю и 12 в Маккоуи. Согласно свидетельствам британских войск, оба были вооружены ружьями, в то время как республиканские источники это опровергали. Как пишет журналист Питер Тейлор, Грю и Маккоуи считались одними из особо опасных преступников в Северной Ирландии, и британские разведслужбы собирали всю информацию, необходимую если не для ликвидации, то для задержания обоих.
Маккоуи был похоронен спустя несколько дней на кладбище Галбэлли. Его место в совете занял Фрэнси Моллой.

## Повторное расследование
Семья Маккоуи добивалась повторного проведения расследования, поскольку утверждала, что случившееся могло быть квалифицировано как спланированное убийство и что за Мартином Маккоуи и Десси Грю вели слежку. В январе 2002 года Высший суд Северной Ирландии потребовал рассекретить официальные документы по делу о ликвидации Грю и Маккоуи, однако главный констебль Полицейской службы Северной Ирландии Хью Орд в январе 2005 года подал апелляцию на это решение и добился его полной отмены. Рассмотрение на этом не закончилось, и адвокаты семьи Маккоуи и ещё одного волонтёра, Пирса Джордана, потребовали от Палаты Лордов вмешаться в этот вопрос и проконтролировать ход расследования.
Оуэн Маккоуи, отец покойного, настаивал, чтобы главный констебль Хью Орд предоставил ключевые документы (в том числе и отчёты разведки) о стрельбе и обстоятельствах убийства. В итоге после слушаний в апреле—мае 2012 года суд, проведя повторное рассмотрение, вынес свой вердикт: SAS имели полное право открывать огонь на поражение, и обвинять их не было никакого повода. Согласно вердикту, Маккоуи и Грю появились рядом с сараем и угнанным автомобилем, будучи хорошо вооружёнными и нося перчатки с балаклавами, и именно эти действия и спровоцировали спецназовцев на открытие огня.